# Bárány Géza
Bárány Géza (Csurgó, 1880. január 8. – Eger, 1932. szeptember 5.) magyar mérnök, sportvezető.

## Élete
Bárány Gyula és Legman Klotild fia. Iskolai tanulmányait szülővárosában kezdte, 1901-ben a Magyar Királyi József Műegyetemen szerzett mérnöki diplomát. Hamarosan mint Eger város mérnöke foglalkozott a város fejlesztésével. 1904-ben került átadásra a város állandó kőszínháza, melynek terveit Légmán Imre építésszel közösen készítették. 1904-ben Egerben házasságot kötött Katinszky Lipót ügyvéd és Kittka Laura lányával, Katalinnal.
Az első világháború alatt a városban elhelyezett hadifoglyok, az erdélyi menekültek és a közellátás is hozzá tartozott. 
1919-ben az építési direktórium tagja volt, rövidesen nyugdíjazták. 1920-ban létrehozták az Egri Városfejlesztő Rt.-t, melynek igazgatójaként uszodákat épített, köztük 1925-ben az általa tervezett, az ország első szabályos 50 méteres versenyuszodáját. 1930-ban lejárt a 10 éves szerződése. Ezt követően a városi idegenforgalmi hivatal vezetője lett. Több vidéki uszoda létrehozásában is közreműködött. A tatai uszoda Bárány Géza munkája.
1925-ben, az uszoda megnyitásakor felkérték a MESE elnökének. Hosszú éveken keresztül volt a Magyar Úszó-Szövetség elnökségi tagja, alelnöke. Az általa megtervezett uszodát Róla nevezték el.
Fia Bárány István dr. későbbi olimpikon.
Eger város nyugalmazott főmérnökeként halt meg.

## Munkái
- Eger kőszínház
- Eger 50 m-es uszoda
- egri aszfalt utak és járdák kialakítása
- vasbeton híd az Eger-patak felett
- Eger térképe 1913
- Eger törvénykezési és járásbíróság épületének terve, Bíróság, Fogház
- Eger M.kir.áll. Polgári fiú- és leányiskola helyszínrajza

## Emlékezete
- Bárány Géza vándordíj a 4 × 200 méter gyorsúszás magyar bajnokváltójának. A díj a második világháború során eltűnt, azóta nem került átadásra.